# Septième circonscription du Finistère
La septième circonscription du Finistère est l'une des huit circonscriptions législatives françaises que compte le département du Finistère.

## La circonscription de 1958 à 1986

### Description géographique
Dans le découpage électoral de 1958, la septième circonscription du Finistère était composée des cantons suivants :
- Canton de Briec
- Canton de Douarnenez
- Canton de Plogastel-Saint-Germain
- Canton de Pont-Croix.

### Historique des députations
| Législature | Début de mandat | Fin de mandat  | Député          | Parti politique | Observations |
| ----------- | --------------- | -------------- | --------------- | --------------- | --- |
| Ire         | 9 décembre 1958 | 9 octobre 1962 | Xavier Trellu   | MRP             | Mandat écourté à la suite d'une dissolution parlementaire décidée par Charles de Gaulle.                                                                       |
| IIe         | 6 décembre 1962 | 2 avril 1967   | Gabriel Miossec | UNR             | |
| IIIe        | 3 avril 1967    | 30 mai 1968    | Gabriel Miossec | UDR             | Mandat écourté à la suite d'une dissolution parlementaire décidée par Charles de Gaulle.                                                                       |
| IVe         | 11 juillet 1968 | 1er avril 1973 | Gabriel Miossec | UDR             | |
| Ve          | 2 avril 1973    | 2 avril 1978   | Guy Guermeur    | UDR             | |
| VIe         | 3 avril 1978    | 22 mai 1981    | Guy Guermeur    | RPR             | Mandat écourté à la suite d'une dissolution parlementaire décidée par François Mitterrand.                                                                     |
| VIIe        | 2 juillet 1981  | 1er avril 1986 | Jean Peuziat    | PS              | |
| VIIIe       | 2 avril 1986    | 14 mai 1988    | Aucun           | Aucun           | Proportionnelle par département, pas de député par circonscription. Mandat écourté à la suite d'une dissolution parlementaire décidée par François Mitterrand. |

### Historique des élections

#### Élections de 1958
| Candidat           | Candidat          | Parti          | Premier tour | Premier tour | Second tour | Second tour |  |
| Candidat           | Candidat          | Parti          | Voix         | %            | Voix        | %           |  |
| ------------------ | ----------------- | -------------- | ------------ | ------------ | ----------- | ----------- |  |
|                    | Xavier Trellu élu | MRP            | 17 547       | 41,2         | 30 497      | 73,92       |  |
|                    | Hervé Gloaguen    | UNR            | 11 472       | 26,94        | Retrait     | Retrait     |  |
|                    | Pierre Moalic     | PCF            | 8 622        | 20,25        | 10 757      | 26,08       |  |
|                    | René Croissant    | Radsoc         | 4 947        | 11,62        | Retrait     | Retrait     |  |
|                    |                   |                |              |              |             |             |  |
| Inscrits           | Inscrits          | Inscrits       | 57 116       | 100,00       | 57 050      | 100,00      |  |
| Abstentions        | Abstentions       | Abstentions    | 14 025       | 24,56        | 14 750      | 25,85       |  |
| Votants            | Votants           | Votants        | 43 091       | 75,44        | 42 300      | 74,15       |  |
| Blancs et nuls     | Blancs et nuls    | Blancs et nuls | 503          | 1,17         | 1 046       | 2,47        |  |
| Exprimés           | Exprimés          | Exprimés       | 42 588       | 98,83        | 41 254      | 97,53       |  |
| Source : Data.gouv |                   |                |              |              |             |             |  |

#### Élections de 1962
| Candidat           | Candidat              | Parti          | Premier tour | Premier tour | Second tour | Second tour |  |
| Candidat           | Candidat              | Parti          | Voix         | %            | Voix        | %           |  |
| ------------------ | --------------------- | -------------- | ------------ | ------------ | ----------- | ----------- |  |
|                    | Gabriel Miossec élu   | UNR-UDT        | 16 506       | 46,29        | 27 514      | 70,47       |  |
|                    | Xavier Trellu sortant | MRP            | 10 797       | 30,28        | Retrait     | Retrait     |  |
|                    | Yves Kerrec           | PCF            | 8 352        | 23,42        | 11 532      | 29,53       |  |
|                    |                       |                |              |              |             |             |  |
| Inscrits           | Inscrits              | Inscrits       | 55 434       | 100,00       | 55 419      | 100,00      |  |
| Abstentions        | Abstentions           | Abstentions    | 19 144       | 34,53        | 15 310      | 27,63       |  |
| Votants            | Votants               | Votants        | 36 290       | 65,47        | 40 109      | 72,37       |  |
| Blancs et nuls     | Blancs et nuls        | Blancs et nuls | 635          | 1,75         | 1 063       | 2,65        |  |
| Exprimés           | Exprimés              | Exprimés       | 35 655       | 98,25        | 39 046      | 97,35       |  |
| Source : Data.gouv |                       |                |              |              |             |             |  |

Le suppléant de Gabriel Miossec était Marcel Le Gouill, docteur-vétérinaire.

#### Élections de 1967
| Candidat           | Candidat                      | Parti          | Premier tour | Premier tour | Second tour | Second tour |  |
| Candidat           | Candidat                      | Parti          | Voix         | %            | Voix        | %           |  |
| ------------------ | ----------------------------- | -------------- | ------------ | ------------ | ----------- | ----------- |  |
|                    | Gabriel Miossec sortant réélu | UD-Ve          | 16 721       | 40,54        | 24 502      | 64,08       |  |
|                    | Jean Sergent                  | CD (PDM)       | 9 016        | 21,86        | Retrait     | Retrait     |  |
|                    | Yves Kerrec                   | PCF            | 8 070        | 19,56        | 13 735      | 35,92       |  |
|                    | Charles Donnart               | FGDS (SFIO)    | 7 441        | 18,04        | Retrait     | Retrait     |  |
|                    |                               |                |              |              |             |             |  |
| Inscrits           | Inscrits                      | Inscrits       | 51 128       | 100,00       | 51 128      | 100,00      |  |
| Abstentions        | Abstentions                   | Abstentions    | 9 374        | 18,33        | 11 368      | 22,23       |  |
| Votants            | Votants                       | Votants        | 41 754       | 81,67        | 39 760      | 77,77       |  |
| Blancs et nuls     | Blancs et nuls                | Blancs et nuls | 506          | 1,21         | 1 523       | 3,83        |  |
| Exprimés           | Exprimés                      | Exprimés       | 41 248       | 98,79        | 38 237      | 96,17       |  |
| Source : Data.gouv |                               |                |              |              |             |             |  |

Le suppléant de Gabriel Miossec était Marcel Le Gouill, docteur vétérinaire à Douarnenez.

#### Élections de 1968
| Candidat           | Candidat                      | Parti          | Premier tour | Premier tour | Second tour | Second tour |  |
| Candidat           | Candidat                      | Parti          | Voix         | %            | Voix        | %           |  |
| ------------------ | ----------------------------- | -------------- | ------------ | ------------ | ----------- | ----------- |  |
|                    | Gabriel Miossec sortant réélu | UDR (URP)      | 19 323       | 46,66        | 24 796      | 60,96       |  |
|                    | Jean-Claude Dubourg           | CD (PDM)       | 8 006        | 19,33        | Retrait     | Retrait     |  |
|                    | Charles Donnart               | FGDS (SFIO)    | 7 238        | 17,47        | 15 874      | 39,03       |  |
|                    | Marcel Youinou                | PCF            | 6 844        | 16,52        | Retrait     | Retrait     |  |
|                    |                               |                |              |              |             |             |  |
| Inscrits           | Inscrits                      | Inscrits       | 52 827       | 100,00       | 52 810      | 100,00      |  |
| Abstentions        | Abstentions                   | Abstentions    | 11 092       | 21           | 11 241      | 21,29       |  |
| Votants            | Votants                       | Votants        | 41 735       | 79           | 41 569      | 78,71       |  |
| Blancs et nuls     | Blancs et nuls                | Blancs et nuls | 324          | 0,78         | 899         | 2,16        |  |
| Exprimés           | Exprimés                      | Exprimés       | 41 411       | 99,22        | 40 670      | 97,84       |  |
| Source : Data.gouv |                               |                |              |              |             |             |  |

Le suppléant de Gabriel Miossec était Marcel Le Gouill.

#### Élections de 1973
| Candidat           | Candidat         | Parti          | Premier tour | Premier tour | Second tour | Second tour |  |
| Candidat           | Candidat         | Parti          | Voix         | %            | Voix        | %           |  |
| ------------------ | ---------------- | -------------- | ------------ | ------------ | ----------- | ----------- |  |
|                    | Guy Guermeur élu | UDR (URP)      | 16 117       | 38,61        | 25 509      | 61,10       |  |
|                    | Michel Mazéas    | PCF            | 8 824        | 20,98        | 16 238      | 38,90       |  |
|                    | Henri Le Moal    | MRG (UGSD)     | 8 712        | 20,71        | Retrait     | Retrait     |  |
|                    | André Monteil    | MR (CD)        | 8 411        | 19,99        | Retrait     | Retrait     |  |
|                    | Ambroise Guellec | CDP            | 6            | 0,01         |             |             |  |
|                    |                  |                |              |              |             |             |  |
| Inscrits           | Inscrits         | Inscrits       | 52 961       | 100,00       | 52 951      | 100,00      |  |
| Abstentions        | Abstentions      | Abstentions    | 10 252       | 19,36        | 9 556       | 18,05       |  |
| Votants            | Votants          | Votants        | 42 709       | 80,64        | 43 395      | 81,95       |  |
| Blancs et nuls     | Blancs et nuls   | Blancs et nuls | 639          | 1,5          | 1 648       | 3,8         |  |
| Exprimés           | Exprimés         | Exprimés       | 42 070       | 98,5         | 41 747      | 96,2        |  |
| Source : Data.gouv |                  |                |              |              |             |             |  |

M. Ambroise Guellec, qui s'est vu retirer l'investiture du C.D.P. et des républicains indépendants au profit de M. Guy Guermeur, U.D.R. (le Monde daté 18-19 février), indique que ce retrait " n'a fait l'objet d'aucune concertation " et lui a été " brutalement signifié ". Il poursuit : " Il ne serait plus raisonnable, dans ces conditions, que je me maintienne, mais les électeurs de ma région sauront apprécier à leur juste valeur ces pratiques technocratiques. " (Le Monde du 22 février 1973).
Le suppléant de Guy Guermeur était Jean Sergent, exploitant agricole, ancien maire de Beuzec-Cap-Sizun.

#### Élections de 1978
| Candidat                                                | Candidat                   | Parti          | Premier tour | Premier tour | Second tour | Second tour |  |
| Candidat                                                | Candidat                   | Parti          | Voix         | %            | Voix        | %           |  |
| ------------------------------------------------------- | -------------------------- | -------------- | ------------ | ------------ | ----------- | ----------- |  |
|                                                         | Guy Guermeur sortant réélu | RPR            | 18 632       | 39,48        | 27 980      | 59,61       |  |
|                                                         | Michel Mazéas              | PCF            | 10 111       | 21,42        | 18 958      | 40,39       |  |
|                                                         | Pierre Stéphan             | UDF (CDS)      | 8 735        | 18,51        | Retrait     | Retrait     |  |
|                                                         | Erwan Guéguen              | PS             | 6 857        | 14,53        |             |             |  |
|                                                         | Jean Moalic                | Écologie 78    | 1 494        | 3,16         |             |             |  |
|                                                         | Jean-Alain Le Goff         | UDB            | 870          | 1,84         |             |             |  |
|                                                         | Marie Bernat               | LO             | 495          | 1,05         |             |             |  |
|                                                         |                            |                |              |              |             |             |  |
| Inscrits                                                | Inscrits                   | Inscrits       | 57 310       | 100,00       | 57 295      | 100,00      |  |
| Abstentions                                             | Abstentions                | Abstentions    | 9 687        | 16,9         | 9 100       | 15,88       |  |
| Votants                                                 | Votants                    | Votants        | 47 623       | 83,1         | 48 195      | 84,12       |  |
| Blancs et nuls                                          | Blancs et nuls             | Blancs et nuls | 429          | 0,9          | 1 257       | 2,61        |  |
| Exprimés                                                | Exprimés                   | Exprimés       | 47 194       | 99,1         | 46 938      | 97,39       |  |
| Source : Data.gouv et Sud Ouest du 21 mars 1978, page 6 |                            |                |              |              |             |             |  |

Le suppléant de Guy Guermeur était Jean Sergent.

#### Élections de 1981
| Candidat       | Candidat             | Parti          | Premier tour | Premier tour | Second tour | Second tour |  |
| Candidat       | Candidat             | Parti          | Voix         | %            | Voix        | %           |  |
| -------------- | -------------------- | -------------- | ------------ | ------------ | ----------- | ----------- |  |
|                | Jean Peuziat élu     | PS             | 15 140       | 35,56        | 25 021      | 54,09       |  |
|                | Guy Guermeur sortant | RPR (UNM)      | 13 168       | 30,93        | 21 239      | 45,91       |  |
|                | Ambroise Guellec     | UDF (CDS)      | 8 641        | 20,29        | Retrait     | Retrait     |  |
|                | Michel Mazéas        | PCF            | 4 320        | 10,14        |             |             |  |
|                | Pascal Boccou        | PSU            | 1 306        | 3,07         |             |             |  |
|                |                      |                |              |              |             |             |  |
| Inscrits       | Inscrits             | Inscrits       | 57 381       | 100,00       | 57 364      | 100,00      |  |
| Abstentions    | Abstentions          | Abstentions    | 14 465       | 25,21        | 10 456      | 18,23       |  |
| Votants        | Votants              | Votants        | 42 916       | 74,79        | 46 908      | 81,77       |  |
| Blancs et nuls | Blancs et nuls       | Blancs et nuls | 341          | 0,79         | 648         | 1,38        |  |
| Exprimés       | Exprimés             | Exprimés       | 42 575       | 99,21        | 46 260      | 98,62       |  |

Le suppléant de Jean Peuziat était Jean Normant, enseignant, d'Audierne.

## La circonscription depuis 1986

### Description géographique et démographique
Dans le découpage électoral de la loi no 86-1197 du 24 novembre 1986
, la circonscription regroupe les cantons suivants :
- Canton de Douarnenez
- Canton de Guilvinec
- Canton de Plogastel-Saint-Germain
- Canton de Pont-Croix
- Canton de Pont-l'Abbé.

D'après le recensement général de la population en 1999, réalisé par l'Institut national de la statistique et des études économiques (INSEE), la population totale de cette circonscription est estimée à 91 326 habitants,.
Le découpage de la circonscription n'a pas été modifié par le redécoupage des circonscriptions législatives françaises de 2010.

### Historique des députations
| Législature | Début de mandat | Fin de mandat  | Député            | Parti politique | Observations                                                                           |
| ----------- | --------------- | -------------- | ----------------- | --------------- | -------------------------------------------------------------------------------------- |
| IXe         | 23 juin 1988    | 1er avril 1993 | Ambroise Guellec  | UDF             |                                                                                        |
| Xe          | 2 avril 1993    | 21 avril 1997  | Ambroise Guellec, | UDF,            | Mandat écourté à la suite d'une dissolution parlementaire décidée par Jacques Chirac.  |
| XIe         | 12 juin 1997    | 18 juin 2002   | Jacqueline Lazard | PS              |                                                                                        |
| XIIe        | 19 juin 2002    | 19 juin 2007   | Hélène Tanguy,    | UMP,            |                                                                                        |
| XIIIe       | 20 juin 2007    | 19 juin 2012   | Annick Le Loch    | PS              |                                                                                        |
| XIVe        | 20 juin 2012    | 20 juin 2017   | Annick Le Loch    | PS              |                                                                                        |
| XVe         | 21 juin 2017    | 21 juin 2022   | Liliana Tanguy    | LREM            |                                                                                        |
| XVIe        | 22 juin 2022    | 9 juin 2024    | Liliana Tanguy    | LREM-Ensemble   | Mandat écourté à la suite d'une dissolution parlementaire décidée par Emmanuel Macron. |

### Historique des élections

#### Élections de 1988
| Candidat       | Candidat             | Parti           | Premier tour | Premier tour | Second tour | Second tour |  |
| Candidat       | Candidat             | Parti           | Voix         | %            | Voix        | %           |  |
| -------------- | -------------------- | --------------- | ------------ | ------------ | ----------- | ----------- |  |
|                | Ambroise Guellec élu | UDF (CDS) (URC) | 26 074       | 48,05        | 31 139      | 51,7        |  |
|                | Jean Peuziat sortant | PS              | 20 487       | 37,75        | 29 095      | 48,3        |  |
|                | Michel Mazéas        | PCF             | 5 461        | 10,06        |             |             |  |
|                | Bruno Pensec         | FN              | 2 245        | 4,14         |             |             |  |
|                |                      |                 |              |              |             |             |  |
| Inscrits       | Inscrits             | Inscrits        | 77 875       | 100,00       | 77 854      | 100,00      |  |
| Abstentions    | Abstentions          | Abstentions     | 22 998       | 29,53        | 16 835      | 21,62       |  |
| Votants        | Votants              | Votants         | 54 877       | 70,47        | 61 019      | 78,38       |  |
| Blancs et nuls | Blancs et nuls       | Blancs et nuls  | 610          | 1,11         | 785         | 1,29        |  |
| Exprimés       | Exprimés             | Exprimés        | 54 267       | 98,89        | 60 234      | 98,71       |  |

Le suppléant d'Ambroise Guellec était Joël Perrot, Président du Comité des pêches de Douarnenez, ancien marin-pêcheur.

#### Élections de 1993
|                               | Ambroise Guellec sortant réélu | UDF (CDS)      | 25 991 | 53,10  |  |  |  |
|                               | Daniel Bouër                   | PS (ADFP)      | 9 234  | 18,86  |  |  |  |
|                               | Guy Laurent                    | PCF            | 4 297  | 8,77   |  |  |  |
|                               | Marcel Saoutic                 | FN             | 3 905  | 7,97   |  |  |  |
|                               | Bernard Uguen                  | Les Verts (EÉ) | 3 598  | 7,35   |  |  |  |
|                               | Pierre Guillemin               | PLN            | 1 153  | 2,35   |  |  |  |
|                               | Jean-Jacques Kérourédan        | UÉD            | 646    | 1,31   |  |  |  |
|                               | Dominique Jolivet              | Régionaliste   | 120    | 0,24   |  |  |  |
|                               |                                |                |        |        |  |  |  |
| Inscrits                      | Inscrits                       | Inscrits       | 77 019 | 100,00 |  |  |  |
| Abstentions                   | Abstentions                    | Abstentions    | 24 473 | 31,78  |  |  |  |
| Votants                       | Votants                        | Votants        | 52 546 | 68,22  |  |  |  |
| Blancs et nuls                | Blancs et nuls                 | Blancs et nuls | 3 602  | 6,85   |  |  |  |
| Exprimés                      | Exprimés                       | Exprimés       | 48 944 | 93,15  |  |  |  |
| Source : Data.gouv et CEVIPOF |                                |                |        |        |  |  |  |

Le suppléant d'Ambroise Guellec était Raymond Muzellec, professeur d'Université.

#### Élections de 1997
| Candidat                      | Candidat                 | Parti          | Premier tour | Premier tour | Second tour | Second tour |  |
| Candidat                      | Candidat                 | Parti          | Voix         | %            | Voix        | %           |  |
| ----------------------------- | ------------------------ | -------------- | ------------ | ------------ | ----------- | ----------- |  |
|                               | Ambroise Guellec sortant | UDF (FD)       | 20 098       | 40,32        | 26 724      | 49,88       |  |
|                               | Jacqueline Lazard élu    | PS             | 14 173       | 28,43        | 26 849      | 50,12       |  |
|                               | Hugues Tupin             | PCF            | 5 206        | 10,44        |             |             |  |
|                               | Marcel Saoutic           | FN             | 3 955        | 7,93         |             |             |  |
|                               | Janick Moriceau          | Les Verts      | 3 173        | 6,37         |             |             |  |
|                               | Christophe Playon        | GÉ             | 1 647        | 5,14         |             |             |  |
|                               | Pierre Le Bris           | LDI (MPF)      | 1 594        | 3,3          |             |             |  |
|                               |                          |                |              |              |             |             |  |
| Inscrits                      | Inscrits                 | Inscrits       | 74 978       | 100,00       | 74 955      | 100,00      |  |
| Abstentions                   | Abstentions              | Abstentions    | 22 622       | 30,17        | 18 938      | 25,27       |  |
| Votants                       | Votants                  | Votants        | 52 356       | 69,83        | 56 017      | 74,73       |  |
| Blancs et nuls                | Blancs et nuls           | Blancs et nuls | 2 510        | 4,79         | 2 444       | 4,36        |  |
| Exprimés                      | Exprimés                 | Exprimés       | 49 846       | 95,21        | 53 573      | 95,64       |  |
| Source : Data.gouv et CEVIPOF |                          |                |              |              |             |             |  |

Le suppléant de Jacqueline Lazard était Paul Guéguen, technicien agricole, conseiller municipal de Meilars.

#### Élections de 2002
| Candidat       | Candidat                   | Parti          | Premier tour | Premier tour | Second tour | Second tour |  |
| Candidat       | Candidat                   | Parti          | Voix         | %            | Voix        | %           |  |
| -------------- | -------------------------- | -------------- | ------------ | ------------ | ----------- | ----------- |  |
|                | Jacqueline Lazard sortante | PS             | 16 795       | 32,38        | 24 085      | 46,7        |  |
|                | Hélène Tanguy élue         | UMP            | 15 707       | 30,28        | 27 489      | 53,3        |  |
|                | Michel Canévet             | UDF            | 9 604        | 18,51        |             |             |  |
|                | Cécile Storez              | FN             | 2 261        | 4,36         |             |             |  |
|                | Hugues Tupin               | PCF            | 1 888        | 3,64         |             |             |  |
|                | Janick Moriceau            | Les Verts      | 1 565        | 3,02         |             |             |  |
|                | Christine Parinet          | CPNT           | 884          | 1,7          |             |             |  |
|                | Jean-Louis Griveau         | Extrême gauche | 807          | 1,56         |             |             |  |
|                | Yves Jardin                | UDB            | 674          | 1,3          |             |             |  |
|                | Léna Basset                | UDF            | 446          | 0,86         |             |             |  |
|                | Serge Defrance             | LO             | 417          | 0,8          |             |             |  |
|                | Pierre Delignière          | Cap21          | 276          | 0,53         |             |             |  |
|                | Antoine Guillemot          | MNR            | 201          | 0,39         |             |             |  |
|                | Pierre Le Bris             | MPF            | 179          | 0,35         |             |             |  |
|                | Marc-Michel Dugué          | GÉ             | 168          | 0,32         |             |             |  |
|                |                            |                |              |              |             |             |  |
| Inscrits       | Inscrits                   | Inscrits       | 76 691       | 100,00       | 76 665      | 100,00      |  |
| Abstentions    | Abstentions                | Abstentions    | 24 060       | 31,37        | 23 645      | 30,84       |  |
| Votants        | Votants                    | Votants        | 52 631       | 68,63        | 53 020      | 69,16       |  |
| Blancs et nuls | Blancs et nuls             | Blancs et nuls | 759          | 1,44         | 1 446       | 2,73        |  |
| Exprimés       | Exprimés                   | Exprimés       | 51 872       | 98,56        | 51 574      | 97,27       |  |

Le suppléant d'Hélène Tanguy était Jean-Paul Coatmeur, professeur en lycée maritime, maire d'Audierne.

#### Élections de 2007
| Candidat       | Candidat               | Parti          | Premier tour | Premier tour | Second tour | Second tour |  |
| Candidat       | Candidat               | Parti          | Voix         | %            | Voix        | %           |  |
| -------------- | ---------------------- | -------------- | ------------ | ------------ | ----------- | ----------- |  |
|                | Hélène Tanguy sortante | UMP            | 19 242       | 36,33        | 25 970      | 48,99       |  |
|                | Annick Le Loch élue    | PS             | 17 020       | 32,13        | 27 042      | 51,01       |  |
|                | Michel Canévet         | UDF–MoDem      | 10 333       | 19,51        |             |             |  |
|                | Louis Guirriec         | PCF            | 2 224        | 4,2          |             |             |  |
|                | Élisabeth Hascoet      | Les Verts      | 2 158        | 4,07         |             |             |  |
|                | Renan Haas             | FN             | 1 051        | 1,98         |             |             |  |
|                | Serge Defrance         | LO             | 506          | 0,96         |             |             |  |
|                | René-Jean Jouanno      | Divers         | 433          | 0,82         |             |             |  |
|                |                        |                |              |              |             |             |  |
| Inscrits       | Inscrits               | Inscrits       | 79 288       | 100,00       | 79 285      | 100,00      |  |
| Abstentions    | Abstentions            | Abstentions    | 25 650       | 32,35        | 24 971      | 31,5        |  |
| Votants        | Votants                | Votants        | 53 638       | 67,65        | 54 314      | 68,5        |  |
| Blancs et nuls | Blancs et nuls         | Blancs et nuls | 671          | 1,25         | 1 302       | 2,4         |  |
| Exprimés       | Exprimés               | Exprimés       | 52 967       | 98,75        | 53 012      | 97,6        |  |

Les élections législatives de 2007 dans la septième circonscription du Finistère ont été marquées par un nombre de candidats bien plus faible qu'aux élections de 2002 (8 contre 15). Le premier tour voit arriver en tête la députée sortante et membre de l'UMP Hélène Tanguy, maire de Guilvinec et vice-présidente du Conseil Régional de Bretagne, avec plus de 4 points d'avance sur la socialiste Annick Le Loch, ancienne maire de Pont l'Abbé et vice-présidente du Conseil Général du Finistère. Michel Canévet, maire de Plonéour-Lanvern, pour le Modem, réalise un bon score, avoisinant les 20 %. Les autres candidats, notamment Renan Hass pour le FN, réalisent des scores très inférieurs à la moyenne nationale de leurs partis respectifs.
Pour le second tour, alors que l'on peut attendre une triangulaire au vu des résultats du premier tour, Michel Canévet indique qu'il ne se présentera pas, faisant valoir qu'"on ne se présente que si l'on a la possibilité de gagner". Il ne donne pas de consignes de votes. Bien qu'Hélène Tanguy soit arrivée en tête lors du premier tour, elle ne dispose que de très peu de réserves de voix, contrairement à sa rivale, Annick Le Loch, qui peut espérer compter sur les 8 % que totalisent Louis Guirriec et Elisabeth Hascoët, candidats du Parti Communiste et des Verts. Mais rien n'est assuré, l'électorat du Modem pourra jouer un rôle d'arbitre.
Le second tour voit la victoire d'Annick Le Loch qui redonne la circonscription à la gauche après la défaite de Jacqueline Lazard en 2002. Le résultat est serré, les deux candidates n'étant séparées que par un millier de voix, sur un total de 53 000 environ.
Le suppléant d'Annick Le Loch était Paul Guéguen, maire de Confort-Meilars.

#### Élections de 2012
| Candidat       | Candidat                       | Parti                    | Premier tour | Premier tour | Second tour | Second tour |  |
| Candidat       | Candidat                       | Parti                    | Voix         | %            | Voix        | %           |  |
| -------------- | ------------------------------ | ------------------------ | ------------ | ------------ | ----------- | ----------- |  |
|                | Annick Le Loch sortante réélue | PS                       | 22 563       | 44,76        | 30 004      | 61,01       |  |
|                | Didier Guillon                 | UMP                      | 11 090       | 22,00        | 19 176      | 38,99       |  |
|                | Michel Canévet                 | AC                       | 7 589        | 15,06        |             |             |  |
|                | Françoise Pencalet-Kerivel     | FG (Divers gauche) (PCF) | 3 415        | 6,77         |             |             |  |
|                | Évelyne Delgrange              | RBM (FN)                 | 3 087        | 6,12         |             |             |  |
|                | Janick Moriceau                | EÉLV                     | 2 057        | 4,08         |             |             |  |
|                | Jean Jouanno                   | AÉI                      | 386          | 0,77         |             |             |  |
|                | Serge Defrance                 | LO                       | 221          | 0,44         |             |             |  |
|                |                                |                          |              |              |             |             |  |
| Inscrits       | Inscrits                       | Inscrits                 | 79 860       | 100,00       | 79 856      | 100,00      |  |
| Abstentions    | Abstentions                    | Abstentions              | 28 910       | 36,2         | 29 310      | 36,7        |  |
| Votants        | Votants                        | Votants                  | 50 950       | 63,8         | 50 546      | 63,3        |  |
| Blancs et nuls | Blancs et nuls                 | Blancs et nuls           | 542          | 1,06         | 1 366       | 2,7         |  |
| Exprimés       | Exprimés                       | Exprimés                 | 50 408       | 98,94        | 49 180      | 97,3        |  |

Le suppléant d'Annick Le Loch était Paul Guéguen, maire de Confort-Meilars.

#### Élections de 2017
Les élections législatives françaises de 2017 ont eu lieu les dimanches 11 et 18 juin 2017. 
|                                                                           | |                           |                           |                          |                          |
|                                                                           | | Premier tour 11 juin 2017 | Premier tour 11 juin 2017 | Second tour 18 juin 2017 | Second tour 18 juin 2017 |
|                                                                           | |                           |                           |                          |                          |
|                                                                           | | Nombre                    | % des inscrits            | Nombre                   | % des inscrits           |
| Inscrits                                                                  | Inscrits | 80 383                    | 100,00                    | 80 365                   | 100,00                   |
| Abstentions                                                               | Abstentions | 34 987                    | 43,53                     | 42 362                   | 52,71                    |
| Votants                                                                   | Votants | 45 396                    | 56,47                     | 38 003                   | 47,29                    |
|                                                                           | |                           | % des votants             |                          | % des votants            |
| Bulletins blancs                                                          | Bulletins blancs | 651                       | 1,43                      | 3 807                    | 10,02                    |
| Bulletins nuls                                                            | Bulletins nuls | 376                       | 0,83                      | 1 452                    | 3,82                     |
| Suffrages exprimés                                                        | Suffrages exprimés | 44 369                    | 97,74                     | 32 744                   | 86,16                    |
|                                                                           | |                           |                           |                          |                          |
| Candidat Étiquette politique (partis et alliances)                        | Candidat Étiquette politique (partis et alliances)                                                                                            | Voix                      | % des exprimés            | Voix                     | % des exprimés           |
|                                                                           | |                           |                           |                          |                          |
|                                                                           | Liliana Tanguy La République en marche | 16 894                    | 38,08                     | 20 611                   | 62,95                    |
|                                                                           | Didier Guillon Les Républicains (Union des démocrates et indépendants)                                                                        | 7 536                     | 16,98                     | 12 133                   | 37,05                    |
|                                                                           | Roland Jaouen La France insoumise | 6 491                     | 14,63                     |                          |                          |
|                                                                           | Florence Crom Parti socialiste | 4 043                     | 9,11                      |                          |                          |
|                                                                           | Agnès Belbéoc'h Front national | 2 963                     | 6,68                      |                          |                          |
|                                                                           | Christophe Roumier Union des démocrates et indépendants (Alliance centriste)                                                                  | 1 977                     | 4,46                      |                          |                          |
|                                                                           | Jean Cathala Europe Écologie Les Verts | 1 870                     | 4,21                      |                          |                          |
|                                                                           | Monique Le Berre Régionaliste (Oui la Bretagne - Union démocratique bretonne)                                                                 | 1 221                     | 2,75                      |                          |                          |
|                                                                           | Alice Roudaut Lutte ouvrière | 445                       | 1,00                      |                          |                          |
|                                                                           | Bernard Le Guen Régionaliste (Mouvement 100 % - Parti breton - Parti fédéraliste européen - En avant Bretagne -Alliance fédéraliste bretonne) | 347                       | 0,78                      |                          |                          |
|                                                                           | Sylvie Joncour Divers gauche (Nouvelle Donne)                                                                                                 | 306                       | 0,69                      |                          |                          |
|                                                                           | Bruno Grognet Divers (Union populaire républicaine)                                                                                           | 276                       | 0,62                      |                          |                          |
| Source : Ministère de l'Intérieur - Septième circonscription du Finistère | |                           |                           |                          |                          |

Le suppléant de Liliana Tanguy était Georges Castel, Sans étiquette, informaticien, conseiller municipal d'Audierne.

#### Élections de 2022
| Résultats des élections législatives des 12 et 19 juin 2022 de la 7e circonscription du Finistère |                                                                                    |                           |                           |                          |                          |
|                                                                                                   |                                                                                    | Premier tour 12 juin 2022 | Premier tour 12 juin 2022 | Second tour 19 juin 2022 | Second tour 19 juin 2022 |
|                                                                                                   |                                                                                    |                           |                           |                          |                          |
|                                                                                                   |                                                                                    | Nombre                    | % des inscrits            | Nombre                   | % des inscrits           |
| Inscrits                                                                                          | Inscrits                                                                           | 83 306                    | 100                       | 83 311                   | 100                      |
| Abstentions                                                                                       | Abstentions                                                                        | 37 467                    | 44,98                     | 37 373                   | 44,86                    |
| Votants                                                                                           | Votants                                                                            | 45 839                    | 55,02                     | 45 938                   | 55,14                    |
|                                                                                                   |                                                                                    |                           | % des votants             |                          | % des votants            |
| Bulletins blancs                                                                                  | Bulletins blancs                                                                   | 685                       | 1,49                      | 2 185                    | 4,76                     |
| Bulletins nuls                                                                                    | Bulletins nuls                                                                     | 326                       | 0,71                      | 1 139                    | 2,48                     |
| Suffrages exprimés                                                                                | Suffrages exprimés                                                                 | 44 828                    | 97,79                     | 42 614                   | 92,76                    |
|                                                                                                   |                                                                                    |                           |                           |                          |                          |
| Candidat Étiquette politique (partis et alliances)                                                | Candidat Étiquette politique (partis et alliances)                                 | Voix                      | % des exprimés            | Voix                     | % des exprimés           |
|                                                                                                   |                                                                                    |                           |                           |                          |                          |
|                                                                                                   | Liliana Tanguy Ensemble                                                            | 14 001                    | 31,23                     | 22 266                   | 52,25                    |
|                                                                                                   | Yolande Bouin Nouvelle Union populaire écologique et sociale (La France insoumise) | 13 443                    | 29,99                     | 20 348                   | 47,75                    |
|                                                                                                   | Franck Nicolas Rassemblement national                                              | 5 589                     | 12.47                     |                          |                          |
|                                                                                                   | Eric Le Guen Les Républicains                                                      | 5 416                     | 12,08                     |                          |                          |
|                                                                                                   | Maxime Touzé Union démocratique bretonne                                           | 2 133                     | 4,76                      |                          |                          |
|                                                                                                   | Yann Leriche Reconquête                                                            | 1 292                     | 2,88                      |                          |                          |
|                                                                                                   | Jacques Tanguy Résistons                                                           | 1 031                     | 2,30                      |                          |                          |
|                                                                                                   | Abbas Djobo Parti animaliste                                                       | 813                       | 1,81                      |                          |                          |
|                                                                                                   | Régis Debliqui Lutte ouvrière                                                      | 635                       | 1,42                      |                          |                          |
|                                                                                                   | Aela Malet Parti breton                                                            | 348                       | 0,78                      |                          |                          |
|                                                                                                   | Patrick Criquet Divers                                                             | 66                        | 0,15                      |                          |                          |
|                                                                                                   | Alain Perez Divers                                                                 | 61                        | 0,14                      |                          |                          |
| * Député sortant                                                                                  |                                                                                    |                           |                           |                          |                          |

Le suppléant de Liliana Tanguy était Bernard Arroues, auto-entrepreneur, conseiller municipal de Douarnenez.

#### Élections de 2024
| Résultats des élections législatives des 30 juin et 7 juillet 2024 de la 1re circonscription du Finistère |                                                                |                           |                           |                            |                            |
| |                                                                | Premier tour 30 juin 2024 | Premier tour 30 juin 2024 | Second tour 7 juillet 2024 | Second tour 7 juillet 2024 |
| |                                                                |                           |                           |                            |                            |
| |                                                                | Nombre                    | % des inscrits            | Nombre                     | % des inscrits             |
| Inscrits                                                                                                  | Inscrits                                                       | 83 684                    | 100                       | 83 676                     | 100                        |
| Abstentions                                                                                               | Abstentions                                                    | 21 105                    | 25,22                     | 20 285                     | 24,24                      |
| Votants                                                                                                   | Votants                                                        | 62 579                    | 74,78                     | 63 391                     | 75,76                      |
| |                                                                |                           | % des votants             |                            | % des votants              |
| Bulletins blancs                                                                                          | Bulletins blancs                                               | 1 032                     | 1,23                      | 1 379                      | 1,65                       |
| Bulletins nuls                                                                                            | Bulletins nuls                                                 | 521                       | 0,62                      | 577                        | 0,69                       |
| Suffrages exprimés                                                                                        | Suffrages exprimés                                             | 61 026                    | 72,92                     | 61 435                     | 73,42                      |
| |                                                                |                           |                           |                            |                            |
| Candidat Étiquette politique (partis et alliances)                                                        | Candidat Étiquette politique (partis et alliances)             | Voix                      | % des exprimés            | Voix                       | % des exprimés             |
| |                                                                |                           |                           |                            |                            |
| | Liliana Tanguy Ensemble                                        | 18 709                    | 30,66                     | 23 310                     | 37,94                      |
| | Jungdeep Harvinder Nouveau Front populaire La France insoumise | 18 952                    | 31,06                     | 21 041                     | 34,25                      |
| | Annick Alanou Rassemblement national                           | 15 927                    | 26,10                     | 17 084                     | 27,81                      |
| | Marc Raher Les Républicains                                    | 4 470                     | 7,32                      |                            |                            |
| | Aela Malet Parti Breton                                        | 1 135                     | 1,86                      |                            |                            |
| | Jacques Tanguy Lutte ouvrière                                  | 972                       | 1,59                      |                            |                            |
| | Jacques Tanguy Alliance rurale Résistons                       | 861                       | 1,41                      |                            |                            |
| * Député sortant                                                                                          |                                                                |                           |                           |                            |                            |

Le suppléant de Liliana Tanguy est Bernard Arroues, auto-entrepreneur, conseiller municipal de Douarnenez.

#### Département du Finistère
- La fiche de l'INSEE de cette circonscription : « Tableaux et Analyses de la septième circonscription du Finistère », sur insee.fr, site de l'Institut national de la statistique et des études économiques (consulté le 10 juin 2007) [PDF]

- « Tous les députés du département du Finistère depuis 1789 », sur assemblee-nationale.fr, site de l'Assemblée nationale française (consulté le 10 juin 2007)

- « Informations contentieuses sur le département du Finistère (Élections législatives de 2002) »(Archive.org • Wikiwix • Archive.is • Google • Que faire ?), sur conseil-constitutionnel.fr, site du Conseil constitutionnel (consulté le 13 juin 2007)

#### Circonscriptions en France
- « Carte des circonscriptions législatives en France », sur assemblee-nationale.fr, site de l'Assemblée nationale française (consulté le 10 juin 2007)

- « Résultats électoraux officiels en France »(Archive.org • Wikiwix • Archive.is • Google • Que faire ?), sur interieur.gouv.fr, site du ministère de l'Intérieur (France) (consulté le 13 juin 2007)

- Description et Atlas des circonscriptions électorales de France sur http://www.atlaspol.com, Atlaspol, site de cartographie géopolitique, consulté le 13 juin 2007.